# アキレス・ウィリアム・アンサンク
アキレス・ウィリアム・アンサンク（Achilles William Unthank、1838年 - 1909年5月23日）は、明治時代にお雇い外国人として来日したアメリカ合衆国の土木工学者である。

## 経歴・人物
インディアナ州の生まれ。ミシガン大学卒業後、母国の鉄道敷設の測量やトンネル工事に尽力した。この業績により、1874年（明治7年）日本政府の招きにより来日し、東京開成学校（現在の東京大学）で測量学等の教鞭を執った。
同年帰国後、メキシコやカナダで鉱山技師に赴任した。